# نقد حرب العراق

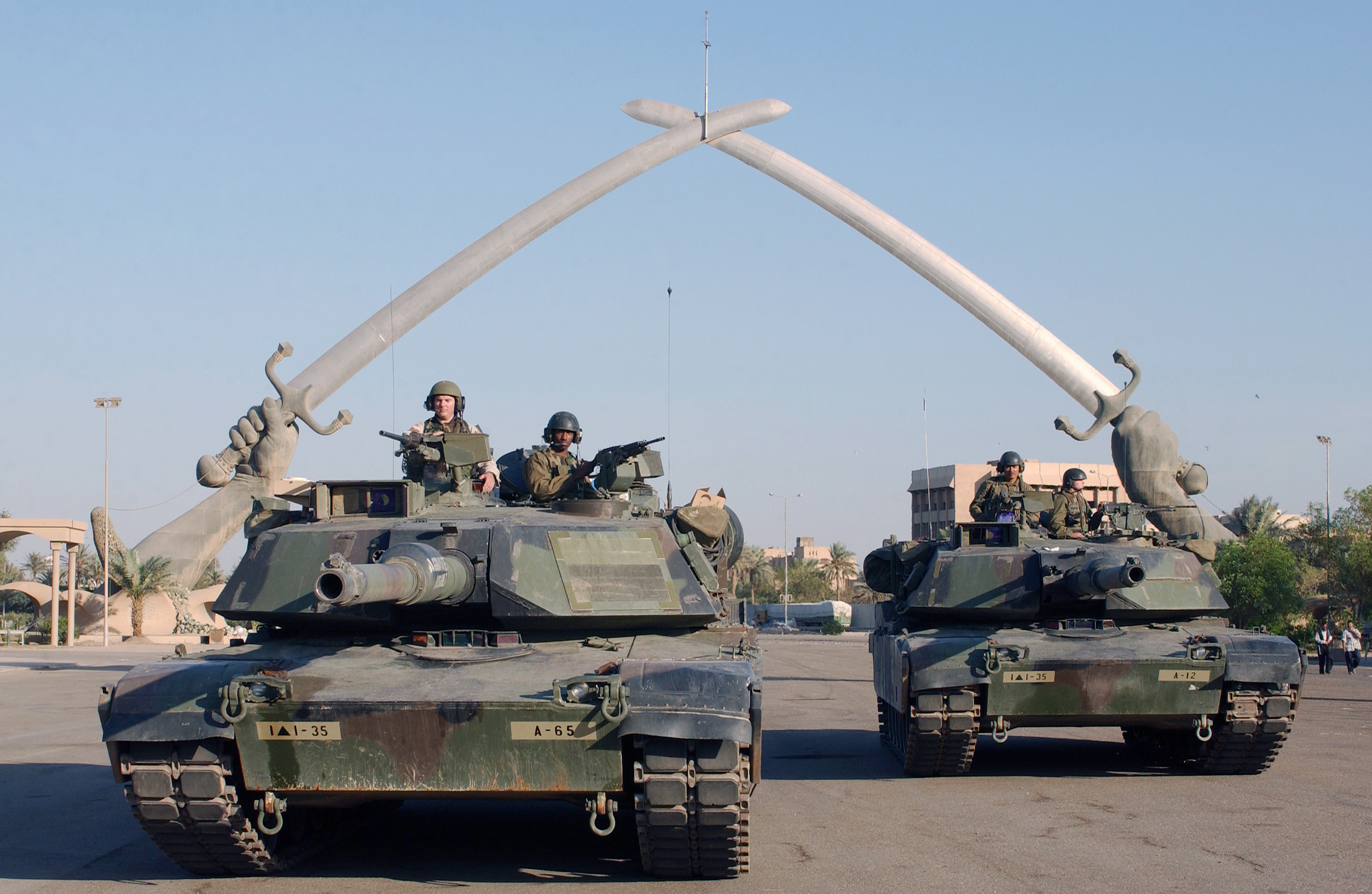
M1A1 أبرامز يلتقط صورة تحت عنوان "أيدي النصر" في ميدان الاحتفال ببغداد في العراق

واجه الأساس المنطقي الأمريكي لحرب العراق انتقادات شديدة من مجموعة من المصادر الشعبية والرسمية داخل وخارج الولايات المتحدة. إذا وضعنا هذا الجدل جانبًا، فقد انتقد مؤيدو ومعارضو الغزو أيضًا مقاضاة المجهود الحربي على عدة خطوط. والأهم من ذلك، أن المنتقدين هاجموا الولايات المتحدة وحلفائها لعدم تكريس قوات كافية للمهمة، وعدم التخطيط بشكل كاف لعراق ما بعد الغزو، وللسماح بارتكاب انتهاكات واسعة النطاق لحقوق الإنسان. ومع تقدم الحرب، انتقد النقاد أيضًا التكاليف البشرية والمالية المرتفعة.
يرى بعض الأكاديميين أن هذه التكاليف أمر لا مفر منه إلى أن تتحول السياسة الخارجية الأمريكية عن توسيع الهيمنة الأمريكية. يؤكد البروفيسور تشيب بيتس على وجود إمبراطورية أمريكية، لكنه يجادل بأنها تتعارض بشكل كبير مع غرائز أفضل للمواطنين وصانعي السياسات الأميركيين، وأن رفض الاستعمار الحديث بالوسائل العسكرية باعتباره عاملًا في حرب العراق هو شرط أساسي لاستعادة الحريات المدنية المحلية وحقوق الإنسان التي انتهكتها رئاسية إمبراطورية - مع أهميتها، لتعزيز السلام والاستقرار في الشرق الأوسط وغيرها من الأماكن ذات الأهمية الأمريكية الحيوية. يدعي مركز النزاهة العامة أن إدارة الرئيس بوش أصدرت ما مجموعه 935 تصريحًا كاذبًا في فترة عامين حول تهديد العراق المزعوم للولايات المتحدة.

## النفقات الحكومية
يقدر تحقيق بريطاني (بانوراما، 9 يونيو 2008) أن حوالي 23 مليار دولار (11.75 مليار جنيه إسترليني) ربما تكون قد ضاعت أو سُرقت أو لم يتم تسجيلها بشكل صحيح في العراق.
فرضت وزارة العدل الأمريكية أوامر تكميم تمنع إجراء مزيد من التحقيقات.

## القانون الدولي
يحظر استخدام القوة من قبل الدولة بموجب المادة 2 (4) من ميثاق الأمم المتحدة. الاستثناءات الوحيدة هي بإذن من مجلس الأمن بموجب الفصل السابع والذي لم يتم الحصول عليه، أو دفاعًا عن النفس ضد أي هجوم مسلح من قبل دولة أخرى بموجب المادة 51. ذكرت حكومة الولايات المتحدة أن هجومًا مسلحًا من جانب العراق قد وقع ضد الولايات المتحدة والدول الشركاء في التحالف كما يتضح من محاولة اغتيال الرئيس الأمريكي السابق جورج بوش الأب في عام 1993 وإطلاق النار على طائرات التحالف لفرض مناطق حظر الطيران فوق شمال وجنوب العراق منذ اتفاقية وقف إطلاق النار في حرب الخليج عام 1991. وبموجب المادة 51 من ميثاق الأمم المتحدة، تحتفظ الولايات المتحدة بالحق في الدفاع عن النفس، حتى بدون تفويض من الأمم المتحدة، كما كان الحال في قصف العراق في يونيو 1993 رداً على محاولة حسين قتل الرئيس السابق بوش ومرة أخرى عام 1996 ردا على استهداف صدام للطائرات الأمريكية التي تقوم بدوريات في مناطق حظر الطيران فوق شمال وجنوب العراق وشن هجوم كبير ضد مدينة أربيل في كردستان العراق في انتهاك لقرار مجلس الأمن رقم 688 الذي يحظر قمع الأقليات العرقية العراقية.
في 16 سبتمبر 2004، قال الأمين العام للأمم المتحدة كوفي عنان عن الغزو، «لقد أشرت إلى أنه لم يكن متفقًا مع ميثاق الأمم المتحدة. من وجهة نظرنا، من وجهة نظر الميثاق، لقد كان غير شرعي.»
علاوة على ذلك، قبل الغزو، نصح اللورد جولدسميث، المدعي العام البريطاني في ذلك الوقت، أن الحرب من المحتمل أن تكون غير قانونية لعدة أسباب بما في ذلك عدم وجود قرار من مجلس الأمن. لكنه غيّر رأيه لاحقًا عندما بدا أن الغزو سيحدث بغض النظر عن الوضع القانوني.
حتى أنصار الحرب البارزين قبلوا أنها غير قانونية. صرح ريتشارد بيرل، العضو البارز في البنتاغون، بأن «القانون الدولي... كان سيطلب منا ترك صدام حسين بمفرده».
ومع ذلك، فإن فشل الأمم المتحدة في إجبار العراق على الامتثال لاتفاقية وقف إطلاق النار لعام 1991، وتحديداً القرار 687، لمدة 12 عامًا جعل حجته موضع نقاش وأن الأمم المتحدة لم تكن الهيئة الحاكمة على الولايات المتحدة أو أي دولة أخرى؛ سُمح فقط لأعضاء الأمم المتحدة بأن يناقشوا بحرية القضية المتعلقة بالتزامات العراق بنزع السلاح. في اليوم الذي صدر فيه القرار 1441، أكد سفير الولايات المتحدة لدى الأمم المتحدة، جون نغروبونتي، لمجلس الأمن أنه لا توجد «محفزات خفية» فيما يتعلق باستخدام القوة، وأنه في حالة «مزيد من الانتهاك» من قبل العراق، فإن القرار 1441 سوف يتطلب «عودة المسألة إلى المجلس للمناقشات على النحو المطلوب في الفقرة 12.» ومع ذلك، أضاف قائلاً: «إذا فشل مجلس الأمن في التصرف بشكل حاسم في حالة حدوث المزيد من الانتهاكات العراقية، فإن هذا القرار لا يمنع أي دولة عضو من الدفاع عن نفسها ضد التهديد الذي يمثله العراق أو فرض قرارات الأمم المتحدة ذات الصلة وحماية السلام والأمن العالميين.»

## مستويات القوات
كان مستوى القوات للغزو الأولي للعراق مثيرًا للجدل طوال الفترة التي سبقت الحرب، لا سيما بين الأفراد العسكريين الأمريكيين. في عام 1999، قام رئيس قيادة مشاة البحرية الأمريكية الوسطى أنتوني زيني (متقاعد) بتنظيم سلسلة من المناورات الحربية المعروفة باسم معبر الصحراء لتقييم الغزو الذي كان يهدف إلى الإطاحة بصدام حسين. لقد دعت خطته، التي تنبأت بالكثير من العنف وعدم الاستقرار الذي أعقب الغزو الفعلي، إلى إرسال قوة قوامها 400000 جندي. تمشيًا مع سيناريوهات معبر الصحراء، فكرت الخطة الأصلية للجيش الأمريكي لغزو العراق في مستويات قوات تصل إلى 500000، لكن وزير الدفاع دونالد رامسفيلد أعلن أن هذه الخطة «نتاج التفكير القديم وتجسيد كل شيء كان خطأ في الجيش»، حيث اُعتمدت قوة غزو قوامها حوالي 130,000، تدعمها حوالي 45000 جندي بريطاني وحفنة من دول أخرى. تم استجواب خطة الغزو باستخدام قوة أصغر علنًا من قِبل رئيس أركان الجيش آنذاك إريك شينسكي، الذي اقترح، خلال جلسة استماع للجنة القوات المسلحة بمجلس الشيوخ في 25 فبراير 2003، أن تكون قوة الغزو «بناءً على أمر من عدة مئات الآلاف من الجنود». في 15 نوفمبر 2006، في جلسة استماع للجنة نفسها، أكد الجنرال جون أبي زيد، قائد القيادة المركزية الأمريكية في ذلك الوقت، أن «الجنرال شينسكي كان محقًا في أن مساهمة القوات الدولية أكبر وأن مشاركة القوات الأمريكية ومساهمة القوات العراقية يجب أن تكون كانت متاحة مباشرة بعد العمليات القتالية الكبرى».

## خطط ما بعد الغزو
بالإضافة إلى إثارة أسئلة حول مستويات القوات، جادل منتقدو حرب العراق بأن التخطيط الأمريكي لفترة ما بعد الغزو كان «غير مناسب على الإطلاق». وعلى وجه الخصوص، جادل النقاد بأن الولايات المتحدة كانت غير مستعدة للنهب على نطاق واسع والتمرد العنيف الذي أعقب الغزو مباشرة. وبعد فترة وجيزة من الغزو، أقر نائب وزير الدفاع الأمريكي السابق بول وولفويتز، وهو مهندس بارز للحرب، بأن الولايات المتحدة قدمت افتراضات تتعلق بالتمرد «تبين أنها قللت من شأن المشكلة». معتقدات ما قبل الحرب بشأن الاحتلال وردية بطبيعتها حيث أشار نائب الرئيس تشيني في برنامج «قابل الصحافة» إلى أن القوات الأمريكية «سيتم استقبالها كمحررين». أشارت التقارير اللاحقة إلى أن عمليات الرقابة، مثل عدم التحكم في الوصول إلى مصنع ذخائر القعقاع في اليوسفية ، سمحت بوقوع كميات كبيرة من الذخائر في أيدي تنظيم القاعدة.
كما تعرضت الخطط الأمريكية لإعادة إعمار العراق لإنتقادات كثيفة. في تقرير صدر في فبراير 2006، كتب ستيوارت دبليو بوين جونيور، المفتش العام لإعادة إعمار العراق، ما يلي: «لم يكن هناك تخطيط منتظم كاف لإدارة رأس المال البشري في العراق قبل وأثناء عمليات إعادة الإعمار وإعادة الإعمار التي تديرها الولايات المتحدة». لقد أُنتقد بشكل خاص البنتاغون، الذي كلف بالإعداد لفترة ما بعد الغزو، لتجاهله إلى حد كبير دراسة بقيمة 5 ملايين دولار بعنوان «مشروع مستقبل العراق»، والتي جمعتها وزارة الخارجية الأمريكية في العام الذي سبق الغزو. في تقرير عام 2013، خلص معهد واتسون بجامعة براون إلى أنه، كما وصف التقرير دانييل تروتا لرويترز، «جهود إعادة الإعمار التي بلغت 212 مليار دولار فشلت إلى حد كبير مع أن معظم هذه الأموال أنفقت على الأمن أو ضاعت في الهدر والاحتيال».

## التكاليف البشرية والمالية
مع تقدم حرب العراق من فترة الغزو القصيرة نسبياً إلى الاحتلال الأطول والأكثر تكلفة، جادل العديد من النقاد بأن الحرب لم تعد تستحق العدد المتزايد من الإصابات بين الجنود الأمريكيين والمدنيين العراقيين. على سبيل المثال، دعت منظمة "النجمة الذهبية للعائلات من أجل السلام" التي أطلقتها الناشطة المناهضة للحرب سيندي شيهان والآباء الآخرين للجنود الذين قتلوا في العراق والحروب الأخرى، إلى "إنهاء احتلال العراق" من خلال رفع "الوعي في الولايات المتحدة" بتوضيح التكاليف البشرية الحقيقية لغزو / احتلال العراق".
مثلما ارتفعت التكاليف البشرية، ارتفع إجمالي التكاليف المالية أيضًا من التقديرات الأولية لإدارة بوش البالغة 50 مليار دولار إلى أكثر من 400 مليار دولار، معظمها يأتي من الولايات المتحدة، ولكن ما لا يقل عن 4 مليارات جنيه إسترليني من المملكة المتحدة. مع تزايد مشروع قانون الحرب، بدأ العديد من السياسيين الأمريكيين، بمن فيهم البعض الذين أيدوا الغزو، يجادلون بأن تكلفته تفوق فوائده، وأنه يعرض للخطر استعداد الجيش الأمريكي. على سبيل المثال، في 29 مارس 2007، أصدر أعضاء مجلس الشيوخ في نبراسكا والمتنافسين منذ فترة طويلة تشاك هاجيل وبن نيلسون بيانًا مشتركًا قائلين «هناك الآن خطر كبير من أن الجيش الأمريكي سوف لن يكون قادرًا على الاستجابة للأزمة الناشئة».

## التأثير على الحرب العالمية على الإرهاب
خلال الفترة التي سبقت الغزو، قامت مجموعة من 33 من علماء العلاقات الدولية بنشر إعلان على صفحة كاملة في صحيفة نيويورك تايمز يقترحون، من بين أمور أخرى، أن غزو العراق سيصرف الولايات المتحدة عن قتالها ضد القاعدة والمزيد زعزعة استقرار الشرق الأوسط.
تم نصح رئيس الوزراء البريطاني السابق توني بلير قبل الغزو "بأن أكبر تهديد إرهابي للمصالح الغربية جاء من تنظيم القاعدة والجماعات المرتبطة به، وأن هذا التهديد سيتصاعد من خلال العمل العسكري ضد العراق". لقد وافق المعهد الدولي للدراسات الاستراتيجية على هذا، قائلًا في أواخر عام 2003 أن الحرب قد تورم صفوف القاعدة والمجلفن إرادتها من خلال زيادة المشاعر الراديكالية بين المسلمين. بعد عشر سنوات، خلص تقرير من معهد واتسون إلى أن الولايات المتحدة لم تكسب سوى القليل من الحرب في حين أصيبت العراق بصدمات نفسية. نظام الرعاية الصحية".
في يناير 2004، ذكر تقرير لجامعة الحرب العسكرية أن الحرب صرفت الانتباه والموارد عن التهديد الذي تمثله القاعدة. دعا التقرير الذي أعده جيفري ريكورد، أستاذ باحث زائر في معهد الدراسات الإستراتيجية التابع لكلية الحرب العسكرية، إلى تقليص «الحرب على الإرهاب» المعرّفة بشكل غامض والتركيز بشكل أدق على تهديد القاعدة.

## التأثير على إسرائيل
في وقت مبكر من أكتوبر 2004، ذكرت وكالة التلغراف اليهودية أن الدعم اليهودي للحرب قد انخفض بسبب المخاوف من تأثيرها السلبي على إسرائيل، فضلًا عن الجدل الأوسع.

## التأثير على الأقليات الدينية
بعد الغزو، كانت هناك دولة خارجة عن القانون عامة في العراق والتي تعزى مباشرة إلى الغزو. وقد أتاح ذلك لبعض المتطرفين الإسلاميين أن يأخذوا جذورهم في البلاد ويهاجمون أفراد الأقليات الدينية التي يعتبرونها كفرة. بين هذه الأقليات الدينية الكلدان والمندائيون.